# Springfield (Georgia)
Springfield település az Amerikai Egyesült Államok Georgia államában, Effingham megyében, melynek megyeszékhelye is. Lakosainak száma 2703 fő (2020. április 1.).

## Népesség
A település népességének változása:

| 2010 | 2 852 |
| 2020 | 2 703 |